# Calopotosia
Calopotosia (лат.) — подрод жуков рода Protaetia из подсемейства бронзовок (Cetoniinae), семейства пластинчатоусых (Scarabaeidae). Представители этого таксона обитают в Азии.

## Классификация
Известно 4 вида этого подрода:
- Calopotosia descarpentriesi Ruter, 1978
- Calopotosia inquinata Arrow, 1913
- Calopotosia lewisi Janson, 1888
- Calopotosia orientalis Gory & Percheron, 1833

Ещё один вид, Calopotosia elegans Kometami, 1938 перенесен в другой род: Protaetia elegans.